# 平井信司
平井 信司（ひらい しんじ）は、神奈川県出身の元社会人野球選手。ポジションは内野手。

## 経歴
横浜高校で三塁手として活躍。1964年秋季関東大会県予選決勝に進むが、日大藤沢高に惜敗。翌1965年夏の甲子園県予選でも準々決勝に進出するが、鶴見工に敗れ甲子園には出場できなかった。高校同期に遊撃手の飯田幸夫やエースの岸勝之らがいる。高校卒業後は、専修大学に進学する。
大学卒業後、日拓観光に入社する。1971年ドラフト会議で東映フライヤーズから3位で指名されるが入団を拒否し、会社に残留した。
1972年の第43回都市対抗野球大会では電電東京の補強選手として出場した。日拓がプロ野球事業に参入したことにより、チームが解散したことにより、エアロマスターのチームに移籍した。1973年の産業対抗ではチームの優勝に貢献し、最高殊勲選手にも選ばれた。

## 引退後
大阪市都島区を拠点とする小学硬式野球チーム大阪都島ボーイズ小学部でコーチとして指導。その後、監督に就任。